# Iva Kramperová
Iva Kramperová (* 1984) je česká houslistka a pedagožka.
Houslistka Iva Kramperová absolvovala Konzervatoř Pardubice (PhDr. Vladimír Kulík) i Hudební fakultu Akademie múzických umění v Praze (Prof. Ivan Štraus a prof. Leoš Čepický). Účastnila se mistrovských kurzů u Václava Hudečka v Luhačovicích a u Régise Pasquiera ve Francii. Od roku 2004 je koncertním mistrem souboru Barocco sempre giovane (umělecký vedoucí Mgr. Josef Krečmer), s kterým natočila řadu CD a vystoupila na koncertech v ČR i v zahraničí, a to včetně festivalů jako je Pražské jaro. Sólově vystupovala s Komorní filharmonií Pardubice či Filharmonií Plzeň, spolupracuje s osobnostmi jako Václav Hudeček, Ivan Ženatý, Jiří Stivín, Barbara Maria Willi, Radek Baborák a další. Je profesorkou houslové hry na pardubické konzervatoři.

## Ocenění
- Mezinárodní soutěž Leoše Janáčka v Brně 2007 – 2. cena a Cena za nejlepší provedení skladby Leoše Janáčka[1]
- Stipendium firmy Yamaha
- Mezinárodní soutěž Beethovenův Hradec – Cena Nadace Český hudební fond za nejlepší provedení skladby soudobého českého autora[2]
- Celostátní soutěž konzervatoří ČR